# Plans d'Isavarre
Els Plans d'Isavarre és una plana del terme municipal d'Alt Àneu, a la comarca del Pallars Sobirà, dins de l'antic terme d'Isil.
Malgrat el nom, no són a prop del poble d'Isavarre, sinó molt més a ponent i lleugerament al nord. Es troben dintre del circ de capçalera de la vall d'Àrreu, just a migdia de l'Estany Superior de Rosari, en el vessant de ponent del Serrat dels Plans, al nord, més lluny, de l'Estany de Rosari d'Àrreu i al nord-est de l'Estany de Garrabea.